# Tre Torri (metropolitana di Milano)
Tre Torri è una stazione della linea M5 della metropolitana di Milano.

## Storia
Il progetto per la realizzazione della linea M5 fu approvato nel 2006. I lavori preliminari per la realizzazione della seconda tratta, che comprende la stazione Tre Torri, sono iniziati nel 2010. I lavori effettivi sono iniziati invece tra il 2011 e il 2012.
Il piano iniziale prevedeva nella prima metà del 2013 l'emersione della TBM pesante circa 580 tonnellate calata il 19 marzo 2012 nella stazione San Siro Stadio, seguita da quella per la seconda canna partita sempre dal capolinea ovest e dalle due partite da Monumentale, essendo in costruzione qui il pozzo di estrazione. Il 26 marzo 2013, con un anticipo di qualche mese, le talpe partite da San Siro abbatterono il diaframma nel pozzo, e le gallerie della tratta San Siro Stadio - Tre Torri furono, seppur allo stato rustico, completate.
La stazione è entrata in servizio il 14 novembre 2015; è stata quindi la stazione più recente nella metropolitana fino al 26 novembre 2022, quando è stato inaugurato il primo tronco della linea M4.

## Strutture ed impianti

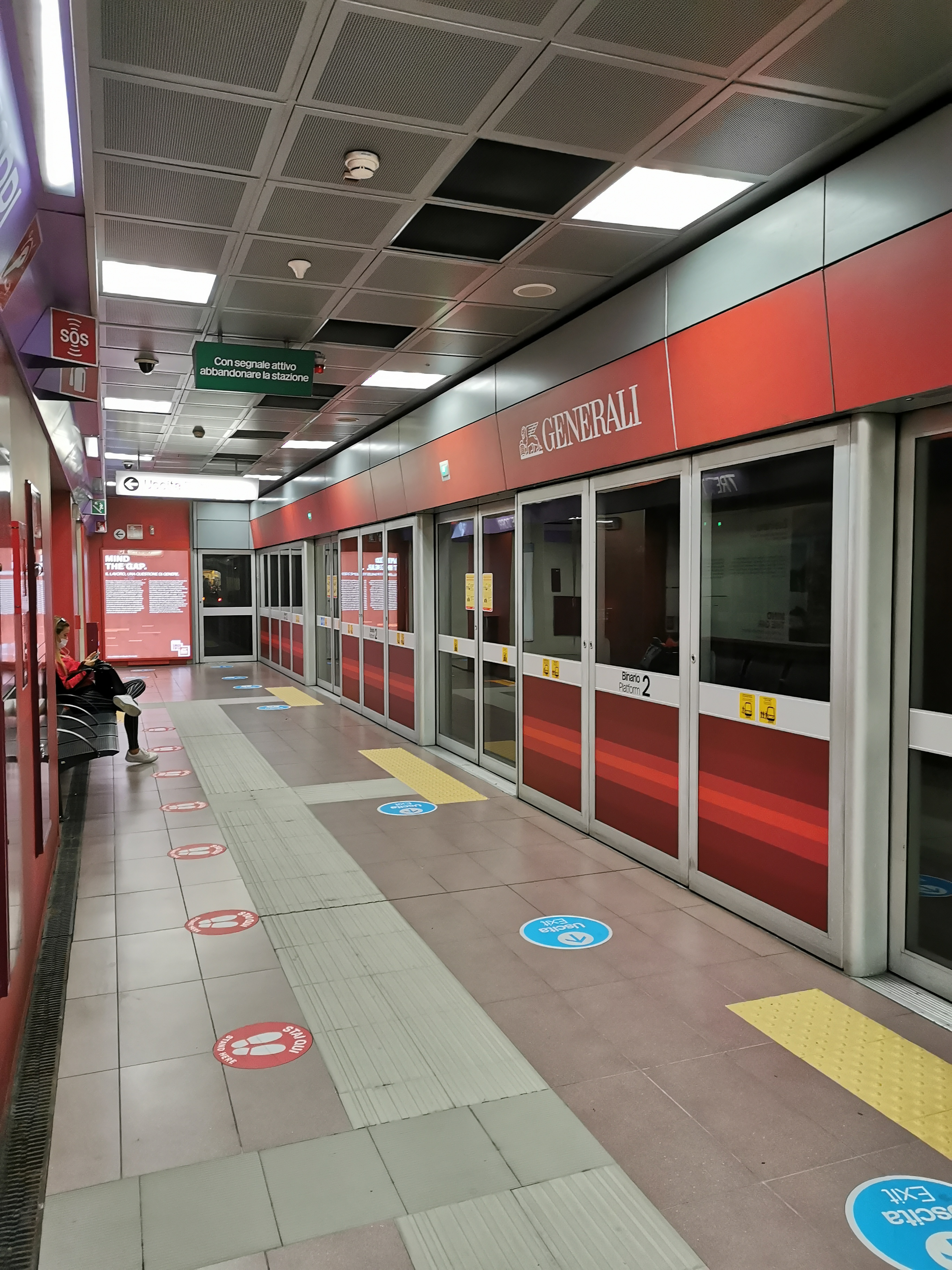
L'altra banchina della stazione sponsorizzata da Generali

Tre Torri è una stazione sotterranea accessibile ai disabili. Rientra inoltre nell'area urbana della metropolitana milanese.
L'uscita conduce verso l'omonima piazza del progetto CityLife è caratterizzata appunto dalla presenza di tre torri: Torre Hadid, detta lo Storto, Torre Libeskind, detta il Curvo, e Torre Isozaki, detta il Dritto.

## Servizi
La stazione dispone di:
- Accessibilità per portatori di handicap
- Ascensori
- Scale mobili
- Emettitrice automatica biglietti
- Servizi igienici
- Stazione video sorvegliata